# Jan-Michael Vincent
Jan-Michael Vincent (Denver, Colorado; 15 de julio de 1944-Asheville, Carolina del Norte; 10 de febrero de 2019) fue un actor estadounidense de cine y televisión. Era conocido principalmente por su papel como piloto de helicóptero desde 1984 hasta 1986 en la serie de televisión estadounidense Airwolf (Lobo del aire en Latinoamérica, Helicóptero en España) y como protagonista de la película de John Milius El gran miércoles (Big Wednesday, 1978).

## Biografía

### Primeros años
Vincent nació el 15 de julio de 1944, en Denver, Colorado, hijo de Doris y Lloyd Vincent. Su familia se trasladó a Hanford, California, cuando Jan-Michael era joven. Vincent asistió al Colegio de Ventura en Ventura, California.

### 1960
Estaba terminando su período de estancia en la Guardia Nacional del Ejército de California cuando un cazatalentos se fijó en su aspecto y le propuso trabajar en el cine. Su primer trabajo como actor fue en la película Los Bandidos (The Bandits), codirigida y protagonizada por Robert Conrad en 1967.
Su carrera despegó en la década de 1960 cuando el agente de casting Dick Clayton lo contrató para Universal Studios. Vincent hizo una aparición en el episodio La granada de la serie de televisión Dragnet (1968), donde interpretaba a un musculado estudiante de secundaria a quien un compañero de clase, mentalmente inestable e interpretado por Mickey Sholdar, le atacaba con ácido. También apareció en los episodios correspondientes al segmento Danger Island de la serie de Hanna-Barbera The Banana Splits (1968-1969) interpretando a Link. Por último, en el otoño de 1969 Vincent tuvo un papel protagonista en la serie Los sobrevivientes (The Survivors), junto a Lana Turner y George Peppard; sin embargo, la serie fue cancelada a mitad de temporada.
También actuó en varias películas de la época, tales como Los indestructibles (The Undefeated, 1969), protagonizada por John Wayne, Rock Hudson y el actor mexicano Antonio Aguilar. Su nombre apareció como Michael Vincent en los créditos de esa película al igual que en los correspondientes a los dos episodios de la serie Bonanza en los que intervino como actor invitado: El no deseado (como Rick Miller) y La llegada de Eddie (como Eddie MacKay).

### 1970
Vincent apareció en un episodio de Marcus Welby, doctor en medicina como Richie, un adolescente con adicción al alcohol y fue coprotagonista, junto a Charles Bronson, de Fríamente... sin motivos personales (The Mechanic, 1972). En 1970 la crítica elogió su labor en la película para televisión Tribes coprotagonizada por Darren McGavin, sobre un duro instructor de marines y su enfrentamiento a un hippie (Vincent), que no está dispuesto a doblegarse a las reglas impuestas. Otra película notable es El gran miércoles, título de culto dentro del cine de surf, con William Katt y Gary Busey. Igualmente destacó su compleja creación en Regreso al hogar (Going Home, 1971) junto a Robert Mitchum. En 1971 apareció en el episodio La leyenda de La ley del revólver (Gunsmoke).
En 1972 Vincent protagonizó una historia de amor producida para televisión Castillos de arena (Sandcastles), y en 1973 protagonizó la película de Disney El hijo de la jungla (The World's Greatest Athlete), con Tim Conway y John Amos. Vincent también protagonizó en 1974 la cinta romántica Buster and Billie donde, como el antihéroe Buster Lane, sorprendió al público con un desnudo frontal. 
En Muerde la bala (Bite the Bullet, 1975) compartió protagonismo con Gene Hackman, James Coburn y Candice Bergen. También actuó en el clásico de culto Infierno en la carretera (White Line Fever, 1975) y en la cinta bélica Baby Blue Marine (1976), dirigida por John D. Hancock, que también protagonizó Glynnis O'Connor. En 1976 intervino en la cinta de aventuras y fantasía Shadow of the Hawk.
Vincent volvió a coincidir con George Peppard en el clásico de ciencia ficción Callejón infernal (Damnation Alley, 1977), basado en la novela de Roger Zelazny y en la realizaba personalmente la casi totalidad de sus escenas de acción. Al año siguiente, en Hooper, el increíble (Hooper, 1978) con Burt Reynolds, Vincent interpretó, precisamente, a un joven especialista de cine.

### 1980
En 1980 protagonizó el drama de bandas callejeras Desafío (Defiance) que tuvo una limitada distribución. En esa película, coprotagonizada junto a Danny Aiello, era uno de los residentes de Manhattan que luchan contra los miembros de las pandillas que aterrorizan a su barrio. También apareció en El regreso de los extraterrestres (The Return, 1980), una película de ciencia ficción que fue lanzada directamente a televisión y vídeo. En 1981 coprotagonizó, junto a Kim Basinger y una casi debutante Daryl Hannah, La ambición de Jodie Palmer (Hard Country) y, dos años más tarde la película de acción Con pasaporte al infierno (Last Plane Out, 1983).
Después de finalizar la miniserie televisiva Vientos de Guerra (Winds of War, 1983), Vincent fue elegido para coprotagonizar junto a Ernest Borgnine la serie de acción y espionaje Airwolf. El personaje de Stringfellow Hawke es, posiblemente, el más recordado de Jan-Michael Vincent y por el que ha recibido su mayor salario. En su momento el sueldo de Vincent era el más alto pagado en televisión a un actor (los rumores cifraban la suma en 200 000 dólares por episodio). Durante el rodaje de Lobo del aire, Vincent reconoció sus problemas con las drogas y el alcohol y la necesidad de ayuda para superarlos.
Tras el final de Lobo del aire, en 1986, los papeles que le ofrecieron a Vincent fueron en proyectos cinematográficos de pocas ambiciones y menor presupuesto.

### Años 1990 y 2000
Vincent inició la década de 1990 trabajando con Traci Lords en la película de suspense Visiones mortales (Raw Nerve, 1991), pero en la segunda mitad de la década se vio involucrado en dos graves accidentes de coche en los que estuvo muy cerca de perder la vida. 
Mientras estaba en el hospital recuperándose de uno de los accidentes le ofrecieron el personaje de Keller en la cinta protagonizada por Chad McQueen Mercancía peligrosa (Red Line, 1995). Vincent apareció en la película con la cara hinchada y diversas cicatrices y llevando todavía en la muñeca su brazalete de identificación del hospital. 
A consecuencia del accidente ocurrido en agosto de 1996, Vincent se rompió tres vértebras del cuello. Además, los procedimientos médicos de urgencia le causaron una lesión permanente en las cuerdas vocales dejándole una voz ronca de por vida.
En 1997 tuvo un pequeño papel como invitado en la serie televisiva Nash Bridges interpretando al hermano, largo tiempo desaparecido, del inspector protagonista Nash Bridges, interpretado por Don Johnson.
Sus siguientes papeles fueron episódicos o en cintas independientes como Buffalo '66, dirigida y protagonizada por Vincent Gallo, The Thundering 8th (2000), dirigida y protagonizada por Donald Borza II, o Escape to Grizzly Mountain (2000), dirigida por Anthony Dalesandro. Su último trabajo para el cine fue en White Boy —Menace en su lanzamiento videográfico—, de John Marino, recibida por el público con escaso entusiasmo.

### Vida personal
Vincent luchó contra el alcoholismo y el uso de drogas intravenosas durante gran parte de su vida. En 1983 fue arrestado por conducir ebrio, pero evitó ir a la cárcel al entrar en rehabilitación.  Se forjó fama de pendenciero y fue arrestado después de dos peleas de bar en 1984 y 1985 y más tarde, en 1986, fue acusado de un delito grave de agresión del que fue absuelto al argumentar su abogado que la mujer denunciante, en realidad, se había caído al tropezar en su casa con el cable telefónico. 
En 1995, por incomparecencia, se falló en su contra al pago de 374 000 dólares a su exnovia, quien lo había denunciado debido a que las agresiones físicas de Vincent tras su ruptura habían sido la causa de que perdiese al hijo que estaba esperando. Vincent fue acusado de conducir ebrio otra vez después de su accidente de 1996 y una vez más condenado a rehabilitación y puesto en libertad condicional. 
En la entrevista del 18 de septiembre de 2007 en el programa de televisión The Insider, cuando se le preguntó acerca de su accidente de coche de 1996, respondió: "Sabes, no tengo ni idea de qué estás hablando. No recuerdo haber tenido ningún accidente ". En el año 2008, nuevamente, Vincent se vio involucrado en otro accidente de automóvil.
En el año 2000 Vincent violó la libertad condicional de sus anteriores arrestos relacionados con el consumo de alcohol y aparecer borracho en público en tres ocasiones y por agredir a su novia, Patricia. En consecuencia fue condenado a 60 días de arresto en la cárcel del condado de Orange.
Vincent se casó por primera vez en 1969 con Bonnie Poorman, su novia desde la universidad, y tuvieron una hija, Amber Vincent, en 1973. Su segunda esposa, Joanne Robinson, lo denunció por malos tratos desde que se casaron en 1985 y obtuvo una orden de alejamiento contra él en 1994.
En una entrevista con National Enquirer de octubre de 2014, Vincent reveló que en 2012 le había sido amputada su pierna derecha por debajo de la rodilla, como consecuencia de una infección causada por complicaciones de su enfermedad vascular periférica. Debido a ello caminaba con una prótesis, aunque a veces se veía obligado a utilizar una silla de ruedas. También declaró tener una deuda acumulada por impuestos por un importe de 70 000 dólares.
Desde 2013, Vincent residía cerca de Vicksburg, Misisipi. Para el 2018, la salud de Jan-Michael Vincent fue en detrimento y su apariencia representaba 20 años más que su edad biológica.

### Fallecimiento
Jan-Michael Vincent falleció de un infarto al corazón el 10 de febrero de 2019 en un hospital de Carolina del Norte, aunque no se hizo público hasta el 8 de marzo de 2019 a través del programa TMZ.

## Filmografía

### Cine y televisión
| Año       | Título                                                            | Papel                      | Notas                                                                                 |
| --------- | ----------------------------------------------------------------- | -------------------------- | ------------------------------------------------------------------------------------- |
| 1967      | The Hardy Boys: The Mystery of the Chinese Junk                   | Tony Prito                 | Acreditado como "Mike Vincent"                                                        |
| 1967      | Dragnet                                                           | Rick Schneiderman          | Episodio: "La granada"; acreditado como "Michael Vincent"                             |
| 1967      | The Bandits                                                       | Taye "Boy" Brown           |                                                                                       |
| 1968      | Lassie                                                            | Chris Hanford              | Episodios: "Punto de Hanford", parte 1-3; acreditado como "Michael Vincent"           |
| 1968      | Journey to Shiloh                                                 | Little Bit Lucket          | Acreditado como "Michael Vincent"                                                     |
| 1968-1970 | The Banana Splits                                                 | Lincoln 'Link' Simmons     | Varios episodios; acreditado como "Michael Vincent"                                   |
| 1968-1969 | Bonanza                                                           | Rick Miller y Eddie        | Episodios: "El no deseado" y "La llegada de Eddie"; acreditado como "Michael Vincent" |
| 1969      | The Survivors                                                     | Jeffrey Hastings           | Serie de televisión                                                                   |
| 1969      | The Undefeated                                                    | Bubba Wilkes               | Acreditado como "Michael Vincent"                                                     |
| 1970      | The Tribe                                                         | Adrian                     |                                                                                       |
| 1971      | The Last of the PowerSeekers                                      | Jeffrey Hastings           |                                                                                       |
| 1971      | Dan August                                                        | Kevin Colter               | Episodio: "Death Chain"                                                               |
| 1971      | Men at Law                                                        | Desconocido                | Episodio: "Una americana"                                                             |
| 1971      | The Persuaders!                                                   | Piloto de helicóptero      | Episodio: "El oro de Napoleón"; sin acreditar                                         |
| 1971      | La ley del revólver                                               | Travis Colter              | Episodio: "La leyenda"                                                                |
| 1971      | Regreso al hogar                                                  | Jimmy Graham               |                                                                                       |
| 1972      | The Catcher (El guardián, película para televisión)               | Sam Callende               |                                                                                       |
| 1972      | Sandcastles (película para televisión)                            | Michael                    |                                                                                       |
| 1972      | Fríamente... sin motivos personales, de Michael Winner            | Steve McKenna              |                                                                                       |
| 1973      | El hijo de la jungla                                              | Nanu                       |                                                                                       |
| 1973      | Marcus Welby, doctor en medicina                                  | Ritchie                    | Episodio: "Atrapa un anillo que no está allí"                                         |
| 1973      | Deliver Us from Evil (Líbranos del mal, película para televisión) | Nick Fleming               |                                                                                       |
| 1973      | Toma (serie de TV)                                                | Billy Haskell              | Episodio: "Blockhouse Breakdown"                                                      |
| 1974      | Buster and Billie                                                 | Buster Carril              |                                                                                       |
| 1973-1975 | Police Story                                                      | Warren Yates / Dave Hauser | Episodios: "Incident in the Kill Zone" y "Line of Fire"                               |
| 1975      | Muerde la bala, de Richard Brooks                                 | Carbo                      |                                                                                       |
| 1975      | White Line Fever, de Jonathan Kaplan                              | Carrol Jo Hummer           |                                                                                       |
| 1976      | Baby Blue Marine                                                  | Marion                     |                                                                                       |
| 1976      | Shadow of the Hawk                                                | Mike                       |                                                                                       |
| 1976      | Vigilante Force                                                   | Ben Arnold                 |                                                                                       |
| 1977      | Callejón infernal, de Jack Smight                                 | Tanner                     |                                                                                       |
| 1978      | El gran miércoles, de John Milius                                 | Matt Johnson               |                                                                                       |
| 1978      | Hooper, el increíble                                              | Ski                        |                                                                                       |
| 1980      | The Return                                                        | Wayne                      |                                                                                       |
| 1980      | Defiance (Desafío)                                                | Tommy                      |                                                                                       |
| 1981      | Hard Country                                                      | Kyle                       |                                                                                       |
| 1983      | The Winds of War                                                  | Byron Henry                | Miniserie de televisión                                                               |
| 1983      | Last Plane Out                                                    | Jack Cox                   |                                                                                       |
| 1984      | Lobo del aire (película para televisión)                          | Stringfellow Hawke         |                                                                                       |
| 1985      | Get Out of My Room                                                | Oficial de inmigración     |                                                                                       |
| 1984-1987 | Airwolf                                                           | Stringfellow Hawke         | Serie de televisión                                                                   |
| 1986      | Hotel                                                             | Nick Hauser                | Episodio: "Undercurrents"                                                             |
| 1987      | Six Against the Rock (película para televisión)                   | Miran 'Buddy' Thompson     |                                                                                       |
| 1987      | Enemy Territory                                                   | Parker                     |                                                                                       |
| 1987      | Born in East L.A.                                                 | McCalister                 |                                                                                       |
| 1989      | Demonstone                                                        | Andy Buck                  |                                                                                       |
| 1989      | Hit List                                                          | Jack Collins               |                                                                                       |
| 1989      | Tarzán en Manhattan (película para televisión)                    | Brightmore                 |                                                                                       |
| 1989      | Deadly Embrace (Abrazo mortal, vídeo)                             | Stewart Moreland           |                                                                                       |
| 1989      | Dirty Games                                                       | Kepler West                |                                                                                       |
| 1990      | Alienator                                                         | Comandante                 |                                                                                       |
| 1990      | Haunting Fear (vídeo)                                             | Detective James Trent      |                                                                                       |
| 1990      | In Gold We Trust                                                  | Oliver Moss                |                                                                                       |
| 1991      | Xtro 2: El segundo encuentro                                      | Doctor Ron Shepherd        |                                                                                       |
| 1991      | Hangfire                                                          | Coronel Johnson            |                                                                                       |
| 1991      | Raw Nerve                                                         | Teniente Bruce Ellis       |                                                                                       |
| 1991      | The Final Heist (película para televisión)                        | David King                 |                                                                                       |
| 1992      | Beyond the Call of Duty                                           | Len Jordan                 |                                                                                       |
| 1992      | The Divine Enforcer (vídeo)                                       | Padre Thomas               |                                                                                       |
| 1992      | Animal Instincts (Instinto animal, vídeo)                         | Fletcher Ross              |                                                                                       |
| 1993      | Singapore Sling (película para televisión)                        | Billy                      |                                                                                       |
| 1993      | Midnight Witness                                                  | Lance                      |                                                                                       |
| 1993      | Sins of Desire                                                    | Warren Robillard           |                                                                                       |
| 1993      | Hidden Obsession                                                  | Ben Scanlon                |                                                                                       |
| 1993      | Deadly Heroes                                                     | Cody Grant                 |                                                                                       |
| 1993      | Indecent Behavior                                                 | Tom Mathis                 |                                                                                       |
| 1994      | Renegade (serie de TV)                                            | Max                        | Episodio: "Hard Rider"                                                                |
| 1995      | Ruleta rusa - Moscú 95                                            | Desconocido                |                                                                                       |
| 1995      | Abducted II: The Reunion                                          | Brad Allen                 |                                                                                       |
| 1995      | Codename: Silencer                                                | Detective Reinhart         |                                                                                       |
| 1995      | Ice Cream Man                                                     | Detective Gifford          |                                                                                       |
| 1995      | Red Line (vídeo)                                                  | Keller                     |                                                                                       |
| 1996      | Jurassic Women (película para televisión)                         | Zepp                       |                                                                                       |
| 1996      | Lethal Orbit (Órbita mortal, película para televisión)            | Riff                       |                                                                                       |
| 1996      | The Last Kill                                                     | Desconocido                |                                                                                       |
| 1997      | Nash Bridges                                                      | Bobby Chase                | Episodio: "Revelaciones"                                                              |
| 1998      | No Rest for the Wicked                                            | Sheriff Juan Ramírez       |                                                                                       |
| 1998      | Buffalo '66                                                       | Sonny                      |                                                                                       |
| 2000      | Escape to Grizzly Mountain                                        | Trampero                   |                                                                                       |
| 2000      | The Thundering 8th                                                | Capitán Otis Buchwald      |                                                                                       |
| 2002      | White Boy                                                         | Ron Masters                |                                                                                       |